# Hildegardia australiensis
Hildegardia australiensis är en malvaväxtart som beskrevs av G. Leach och M. Cheek. Hildegardia australiensis ingår i släktet Hildegardia och familjen malvaväxter. Inga underarter finns listade i Catalogue of Life.